# Rio Canoinhas
Le rio Canoinhas désigne un cours d'eau brésilien de l'État de Santa Catarina.
Il naît dans la Serra do Espigão (qui fait partie de la Serra Geral) environ 20 km au nord de la ville de Santa Cecília. Il s'écoule du sud au nord, croisant les municipalités de  Monte Castelo, Major Vieira et Canoinhas. Il se déverse ensuite dans le rio Negro, dont il constitue l'un des principaux affluents de la rive gauche.